# Marija Šerifović
Marija Šerifović [márija šerífović] (srbsko Марија Шерифовић), srbska pevka, * 14. november 1984, Kragujevac, Srbija.
Kot predstavnica Srbije je nastopila na Evroviziji 2007, kjer je tudi osvojila prvo mesto. Je hči srbske pevke Verice Šerifović.           

## Diskografija

### 2003
- Naj, najbolja, (City Records)

01 Znaj da znam

02 Sad idi neki te đavo nosi

03 Naj, najbolja

04 Ti mi se sviđaš

05 Ti i samo ti

06 Volim ga

07 Za sreću nam malo treba

### 2005
- Ponuda predstavitev na Beoviziji 2005

- Agonija (singel)

### 2006
- Bez ljubavi, (City Records)

01 Povredi me

02 Jesen bez nas

03 101

04 Na tvojoj košulji

05 Pamti me po suzama

06 Laž

07 Nije mi prvi put

08 Bilo bi bolje

09 Bez ljubavi

10 Trubači

11 U nedelju (zmaga na srbskem radijskem festivalu 2005)

12 Bol do ludila (zmaga na glasbenem festivalu v Budvi 2004)

13 Gorka čokolada

### 2007
- Bez tebe

- Molitva (zmaga na Beoviziji 2007 in Evroviziji 2007).

1. ↑  Record #135498457 // Gemeinsame Normdatei — 2012—2016.